# Сімейна справа (мінісеріал)
«Сімейна справа» (рос. «Семейное дело») — радянський 3-серійний міні-серіал 1982 року за мотивами однойменного роману Євгенія Воєводіна. Виробництво київської Кіностудії Довженка.

## Сюжет
Фільм розповідає про життя і трудові будні директора заводу газових турбін Олексія Силіна.
Директорові заводу газових турбін Олексію Олексійовичеві Силіну необхідно вчасно здати турбіну. Він доручає своєму братові — начальникові відділу постачання домовитися про незаконну операцію з керівництвом іншого промислового підприємства і отримати двигун для випробувань турбіни взамін на прокат.
Подальші події, що викликають за собою розрив стосунків Олексія Олексійовича з близькими йому людьми, були безпосередньо пов'язані з цим необачним вчинком. Зрештою, Силін приймає рішення про те, що все потрібно чесно розповісти міністрові…

## У ролях
- Геннадій Кринкін — Олексій Олексійович Сілін (головна роль)
- Вадим Шумейко — Сілін в дитинстві
- Дмитро Матвєєв — Сілін в юності
- Роман Ткачук — Роман Бревдо
- Андрій Ларченко — Бревдо в дитинстві
- Євгеній Строй — Бревдо в юності
- Світлана Немоляєва — Кіма (дружина Олексія Сіліна)
- Олена Кривчикова — Кіма в дитинстві
- Наталія Міколишина — Кіма в юності
- Георгій Жжонов — Свиридов
- Михайло Єзепов — Нечаєв
- Людмила Ариніна — Серафима Костянтинівна
- Олександра Турган — Марина Вороніна
- Юрій Мочалов — Губенко
- Олександр Пашутін — Паша
- Володимир Шпудейко — Альоша Бревдо
- Валерій Носик — Коркін
- Ольга Реус-Петренко — мати Сіліних
- Людмила Сосюра — Людвіга Францівна

- В епізодах: Меркур'єв П., Критенко Ю., Дворников Г., Ільїна Н., Кобеляцька Н., Антонова Т., Лобза Л., Чекан О., Костюк В., Мірошниченко В., Беліна А., Лук'янов Б ., Задніпровський Н. Солтовська В., Бакштаєв Л.

## Знімальна група
- Автор сценарію: Раміз Фаталієв
- Режисер: Микола Малецький
- Оператор: Ігор Бєляков
- Композитор: Вадим Храпачов
- Художник: Сергій Бржестовський
- Режисер: В.Комісаренко
- Оператори: Г.Красноус, Ю.Юровський
- Звукооператор: Богдан Міхневич
- Монтажер: О.Голубенко
- Художник з костюмів: Л.Коротенко
- Художник-гример: Є.Колонська
- Художник-декоратор: В.Лазарєв
- Асистенти режисера: 
  - О.Коснічук
  - В.Раїнчковська
  - В.Фомченко
- Помічник режисера: О.Фокіна
- Комбіновані зйомки: 
  - оператор В.Осадчий
- Майстер-світлотехнік: Л.Шило
- Кольоровий установник: О.Кучаковська
- Адміністративна група: 
  - В.Лебедєв
  - О.Кохановський
  - Л.Прищепа
  - Н.Турчина.
- Консультант: І.М.Хорошко
- Редактор: Юрій Морозов
- Директор картини: Роберт Раїнчковський

## Нагороди
- На Республіканському кінофестивалі у Жданові (1983 р.) призів удостоєні: режисер Микола Малецький та оператор Ігор Бєляков.[1]
- Приз за найкращу режисуру, всесоюзний фестиваль телефільмів, Мінськ, 1984.[2]